# Amtsgericht Kremmen
Das Amtsgericht Kremmen (historisch auch Amtsgericht Cremmen) war ein preußisches Amtsgericht mit Sitz in Kremmen in der Provinz Brandenburg.

## Geschichte
Ab 1849 bestand das Kreisgericht Spandau mit einer Gerichtskommission Kremmen. Übergeordnet war das Kammergericht. Im Rahmen der Reichsjustizgesetze wurden diese Gerichte aufgehoben und reichsweit einheitlich Oberlandes-, Land- und Amtsgerichte gebildet. Das königlich preußische Amtsgericht Kremmen wurde mit Wirkung zum 1. Oktober 1879 als eines von 15 Amtsgerichten im Bezirk des Landgerichtes Neuruppin im Bezirk des Kammergerichtes gebildet. Der Sitz des Gerichtes war die Stadt Kremmen. Sein Gerichtsbezirk umfasste aus dem Landkreis Osthavelland den Stadtbezirk Cremmen und die Amtsbezirke Bärenklau, Beetz, Groß-Ziethen und Neuholland Forst sowie den Amtsbezirk Staffelde ohne den Gemeindebezirk Börnicke. Am Gericht bestand 1880 eine Richterstelle. Das Amtsgericht war damit ein kleines Amtsgericht im Landgerichtsbezirk. Im Rahmen der Weltwirtschaftskrise wurden 60 Amtsgerichte als Folge von Sparverordnungen aufgehoben. Mit der Verordnung über die Aufhebung von Amtsgerichten vom 30. Juli 1932 wurde das Amtsgericht Fehrbellin zum 30. September 1932 aufgehoben und sein Sprengel zwischen dem Amtsgericht Neuruppin und dem Amtsgericht Kremmen (nur die Gemeinde Linum) aufgeteilt.
Nach dem Zweiten Weltkrieg wurde das Amtsgericht Kremmen dem Landgericht Potsdam nachgeordnet. Zum 1. Juli 1951 wurden das Amtsgericht Kremmen aufgelöst und sein Sprengel dem Amtsgericht Oranienburg zugeordnet. Im Jahre 1952 wurden in der DDR die Amtsgerichte abgeschafft und stattdessen Kreisgerichte gebildet. Kremmen kam zum Kreis Oranienburg im Bezirk Potsdam, zuständiges Gericht war damit das Kreisgericht Oranienburg. Das Amtsgericht Kremmen wurde auch nach dem Zusammenbruch der DDR nicht wieder eingerichtet.